# Arcane Codex
Arcane Codex (kurz AC) ist ein deutsches, episches Dark-Fantasy-Pen-&-Paper-Rollenspiel, das in einer eigenen fantastischen Welt spielt. Es wurde von Saskia Maucher (geb. Naescher) und Alexander Junk entwickelt und 2002 im Verlag Nackter Stahl veröffentlicht. Eine englische Übersetzung der dritten Edition des Grundregelwerks ist in Arbeit.

## System
Eine Spielgruppe besteht aus einem Spielleiter und einem bis sechs Spielern. Der Spielleiter nimmt die Rolle des Erzählers und Schiedsrichters ein, beschreibt den Spielern die Spielwelt und spielt die NSCs. Jeder Spieler spielt einen Charakter.
Um festzustellen, ob ein Charakter wie vom Spieler gewünscht in der Spielwelt agiert, werden in einigen Situationen vom System oder dem Spielleiter Proben auf Fertigkeiten, Attribute und/oder Stufen in Kampfschulen eingefordert. Dazu werden zwei zehnseitige Würfel (2W10) geworfen, deren Ergebnisse zum jeweiligen Fähigkeitswert addiert und mit einem Wert verglichen werden, der vom Spielleiter oder durch Spielmechanismen (beispielsweise der Verteidigungswert im Kampf) festgelegt wurde.
Um besondere Wirkungen zu erzielen, kann man vor dem Würfeln Erfolge ansagen, was allerdings den Mindestwurf erhöht und damit erschwert. Gelingt diese Probe dennoch, können die Erfolge für verschiedene Effekte eingesetzt werden. Beispielsweise ist vorgesehen, dadurch einen höheren Waffenschaden zu erzielen. Auch andere Effekte sind denkbar (beispielsweise ein höherer Gewinn beim Verkauf von Beute oder eine längere Wirkungsdauer von Zaubern), unterliegen aber im Allgemeinen der Interpretation des Spielleiters.
Jeder Charakter (egal ob SC oder NSC) verfügt über Arkane Machtpunkte, die auf verschiedene Weise eingesetzt werden können:
- Zaubersprüche mit der notwendigen Energie versorgen
- spezielle Fähigkeiten der erlernten Kampfschule einsetzen
- Fähigkeitswürfe einmalig verbessern

Mit der dritten Edition des Grundregelwerks kamen Ruhm- und Kooperationsregeln hinzu.

### Charaktererschaffung
Spielercharaktere werden nach der Wahl der Rasse mit einem Punktekaufsystem erstellt. Dieses System sieht vor, dass man jeweils ein eigenes Punktekonto für die Kategorien „Eigenschaften“, „Fertigkeiten“ und „Sonstiges“ (freie Charakterpunkte, kurz: CP) verteilt. Im Gegensatz zu anderen gängigen Punktekaufsystemen ist eine Umverteilung von Punkten zwischen diesen drei Kategorien nicht möglich. Mit den freien Charakterpunkten können jedoch nicht nur zahlreiche „Vorzüge“ und „Schulen“ gewählt werden, sondern auch „Eigenschaften“ und „Fertigkeiten“ gesteigert werden.
Seit der zweiten Edition können die bei der Charaktererschaffung verwendeten Charakterpunkte (CP) im Verhältnis 1:2 in Erfahrungspunkte (EP) umgerechnet werden.

### Spielbare Rassen
Zur Auswahl stehen unter anderem (im Folgenden sind nur die im Grundregelwerk beschriebenen Rassen aufgeführt):
- Menschen („Günstlinge der Götter“): Die vielseitigste Rasse. Sie sind in viele Völker und Stämme geteilt und führen auch untereinander Krieg.
- Arborim („Stimme des Waldes“): Von den anderen Elfen seit dem Bruderkrieg abgespalten und verachtet, da sie nicht kämpfen wollten, sondern geflohen sind, leben die friedlichen Waldelfen zurückgezogen im Wald Arboreas.
- Morai („Jäger der Schatten“): Kein Volk wird mehr gehasst als die grausamen Dunkelelfen, deren ganzes Leben die Philosophie ihrer Göttin Anaranth bestimmt.
- Sidhe („Das Nebelvolk“): Die ewig jugendlichen Hochelfen legen viel Wert auf ihre Schönheit und Eleganz. Sie sind oft hochmütig und streben nach Perfektion.
- Feen („Tänzer der Winde“): Die geflügelten Feenwesen sind sehr klein, neugierig und äußerst gewandt.
- Drakodrim („Volk des Erzes“): Kräftig und untersetzt verstehen sich die Zwerge auf die Herstellung einzigartiger Artefakte, wozu sie in der Tiefe der nordischen Berge Erze abbauen.
- Trolle („Volk des Winters“): In der Körpergröße überragen sie alle anderen Völker. Es gibt sowohl im hohen Norden als auch in den Königreichen des Südens Trolle, wobei die südliche Unterart wesentlich zivilisierter und menschenähnlicher ist.
- Krask („Kinder der Drachen“): Die geheimnisvollen Echsenmenschen werden von vielen gefürchtet.
- Halblinge („Kleines Volk“): Abgesehen von ihrer geringen Körpergröße ähneln die Halblinge stark den Menschen. Ihre größten Stärken sind ihre Fingerfertigkeit, Sinnesschärfe sowie einzigartige technische Errungenschaften.
- Orks („Donner der Steppe“): Diese großen und kräftigen Krieger leben üblicherweise als Nomaden, jedoch verdingen sich einige Orkstämme als Söldnerhorden.

Zusätzliche Rassen sind in den Länderquellenbüchern und dem Slatah-Heft zu finden. Die verschiedenen Rassen können sich nicht miteinander vermischen und es gibt (abgesehen vom „Halbdämon“) dementsprechend auch keine Halbrassen.

#### Varianten der spielbaren Rassen
Mit dem Grundregelwerk (2002, abgekürzt GRW) lassen sich die obigen Rassen zusätzlich noch in den Variationen „Halbdämon“ und „Wiedergänger“ (körperliche Untote) spielen. Die zweite Edition des Grundregelwerks (2007) ermöglicht es, alle Rassen nun auch als „Vampire“ zu spielen. Mit dem Erscheinen einiger Länder-Quellenbücher kamen weitere Möglichkeiten hinzu. So ermöglicht das Goremound-Quellenbuch etwa, Menschen und Halblinge als „Werratten“ zu spielen und mit dem Drakia-Quellenbuch können aus Menschen Werwölfe werden. Der Kreaturenbaukasten des Kompendiums erlaubt es dem Spielleiter außerdem, eigene Rassen (für SC oder NSC) zu erstellen oder bestehende Rassen abzuwandeln.

### Kampf- und Magieschulen
Statt auf Charakterklassen setzt Arcane Codex auf sogenannte Kampf- und Magieschulen. Diese ähneln zwar dem Konzept von Charakterklassen, sind dem stufenlosen System aber nur aufgesetzt (vergleichbar mit Talenten und Sonderfähigkeiten in anderen Systemen). Damit steht es Spielern frei, sowohl Charaktere ohne Schule, Charaktere mit einer Schule oder auch Charaktere mit einer Kombination von Schulen zu spielen. Nahezu jede Kombination von Kampf- und Magieschulen ist dabei denkbar. Lediglich einige religiös gefärbte Schulen stellen hintergrundbedingt ein dauerhaftes Hindernis für die Kombination mit bestimmten anderen Schulen dar. Einige Schulen sind auch auf bestimmte Rassen beschränkt. In den Länder-Quellenbüchern werden weitere Kampf- und Magieschulen vorgestellt, die im Folgenden nicht aufgeführt sind.
| Kampfstile | Magieschulen |
| --- | --- |
| - Bardentechnik (Sänger; schöne Künste, eleganter Kampf) - Berserker (wilder und erbarmungsloser Krieger der Steppe, stürzt sich von Zerstörungswut getrieben furchtlos in die Schlacht) - Bladstrom (Pirat aus dem Nordwesten von Kreijor) - Blattschusstechnik (Bogenschütze mit großer Präzision und Konzentration) - Dämonenjäger (ganz dem Kampf gegen das Böse verschrieben; von Hass, Rache getrieben) - Esprit de Corps (Fechtkunst mit Fokus auf Eleganz und Körperbeherrschung) - Florentine (Fechtmeister, Spezialisierung auf Duelle) - Galea (Gladiator, kämpft für Ruhm und Ehre) - Gossenkampf (Gewinner jeder Kneipenschlägerei; verschiedenste Waffen, auf offenem Feld im Nachteil) - Graue Eminenz (geborener Herrscher, intrigant und manipulativ) - Halbmondkorsar (Pirat aus dem Süden) - Herrscher dunkler Gassen (vier Varianten von Kriminellen): Einbrecher, Gesetzloser, Hehler oder Taschendieb - Jäger (beutefixiert, kann Fallen stellen; bestens vertraut mit der Natur und den Lebensweisen der Tiere) - Klingenlied (elegante Kampfkunst der Sidhe; harmonischer Kampfstil, fließende Bewegungen) - Kriegshunde (vier Varianten von Söldnern): Kriegsmeister, Medikus, Plünderer oder Söldnerführer - Kryss (geheimnisvolle Kampfschule der Krask, nutzt mystische Kräfte der Krask-Ahnen) - Lichtbringer (ehrenvoller Streiter im Dienst der Gerechtigkeit, kämpft für das göttliche Licht und die Ideale des Guten) - Nachtgeist (geheimnisvolle Meuchlerkaste der Dunkelelfen; absolute Körperkontrolle; hält sich im Hintergrund, verbreitet Furcht und schlägt dann zu) - Pistolero (nur Techgilde, Kampf mit Schwarzpulverwaffen) - Praetoria (Elitesoldat des verunischen Imperiums, Legionsführer) - Riastradh (mystische Kriegerin ohne Rüstung; Glaube an die Muttergöttin; mystische Stärke und übermenschliches Geschick) - Saboteur (nur Halblinge lernen diese Technik der Sabotage; kann Sprengsätze legen und Gegenstände sowie Zauber sabotieren) - Schattenhand (nur Menschen; käuflicher Meuchelmörder, Waffe: Dolch) - Schnitter (mächtiger Krieger, Glaube an die Ahnen; wuchtige Schläge, große Zerstörungskraft) - Stahlfaust (Ritter von Ehre, nahezu unbezwingbarer Gegner im Kampf; loyal und tapfer, trägt Plattenpanzer; große Zerstörungskraft) - Sturmreiter (beritten, freiheitsliebend; Herrscher der Tundra) - Tiermeister („Bärenstärke“, besonders gute Wahrnehmung, Schnelligkeit; kämpft instinktgeleitet) - Waffenmeister (magisch verstärkte Waffen und Rüstungen, Erschaffung und Erforschung von Waffen) - Windkrieger (Kampfschule der Feenkrieger, die so ihre Größe mit Taktik kompensieren; Schnelligkeit, Gifte, greift in der Gruppe an) | Göttliche Magie: - Priester (Vertreter der neuen Gottheiten; Diener eines Gottes, mächtige Zauberkräfte) - 22 wählbare Gottheiten (GRW) - Druide (Anhänger der alten Tiergötter; betet zu einem Tiergeist, kann sich in das entsprechende Tier verwandeln) - 13 Zirkel (GRW) - Schamane (Verehrer primitiver Götter und Totems; Vermittler zwischen den Ahnen und den Lebenden, Vorbildfunktion) - 6 Kulte oder Kultkreise (GRW) Arkane Magie: - Illusionist (Täuschungen und Trugbilder) - Nekromant (Herr über die Toten und die Untoten, Totenbeschwörung) - Hexer (mysteriöser Beschwörer dunkler Geheimnisse; düstere, arkane Magie) - Elementarmagier - Feuerelementarist (Hitze, Lava...) - Wasserelementarist (Wasserfontänen, Ertränken, Eis...) - Erdelementarist (Beeinflussung von Erdanziehung und Magnetismus, Verformung von Stein, Kristall, Erdmassen, Metall...) - Luftelementarist (Wind, Blitze/Elektrizität, Bewegung, Schwerelosigkeit, Flug...) |

## Spielwelt
Die Hintergrundwelt Kreijor entspricht in weiten Teilen Vorbildern aus verschiedensten irdischen Zeitaltern sowie aus der fantastischen Literatur. Meist wurden diese Vorbilder zusätzlich mit einigen Elementen der High Fantasy angereichert.

### Kreijor
Kreijor besteht aus einer großen Landmasse, die sich vom südlichen bis zum nordwestlichen Kartenrand erstreckt, sowie einigen Inseln. Der Westen wird vom Saphirischen Ozean und dem Meer der Klingen eingenommen; im Osten liegt das an drei Seiten von Land umschlossene Meer der Stürme.
Im äußersten Süden beginnt Kreijor mit Saruan (von Echsenmenschen besiedelte Wüste und ihre Dschungelausläufer) und reicht über Saphiria (1001-Nacht-Ambiente), Khem (Land der Gottkönige, ähnelt dem alten Ägypten), Veruna (dahinsiechendes Imperium, dem Römischen Reich ähnlich), Aquitaine (erinnert an das Frankreich aus den Musketierromanen von Alexandre Dumas), Drakia (von Vampiren beherrschtes „Land der finsteren Winternächte“, entspricht Transsilvanien), dem in Arborea (Heimat der Waldelfen) und Ilyrien (Heimat der Feenwesen) aufgeteilten Dornenwald (urtümliches Waldgebiet), Vargothia („Land der Stahlfürsten“, mittelalterliches Deutschland), Trulk (weite Steppe, die der Mongolei zur Zeit des Dschingis Khan ähnelt, auch wenn sich deren Reitervolk aus Orks zusammensetzt und noch auf einen Großkhan wartet) mit der unabhängigen Stadt Goremound (Metropole der Nekromanten und Wiedergänger), die Grenzlande (Bastion gegen den Osten), Khoras (Land der Magierkönige), Gwynor (Hochlande), Skarland (verbrannte Erde), das Doppelaxt-Königreich (Zwergenreich im Wyrmgratgebirge), Fyregorn („Kristallkönigreich“ der Zwerge) und Vanarheim (Arktis, ewiges Eis, Heimat der Trolle) bis nach Rhunir („Land des Eiswindes“, Wikinger-Kultur).
Weit im Westen liegen – von Süden nach Norden – Vrai Kor (eine tropische Dschungelinsel), die Halbinsel Xirr Nagesh (vulkanisch verbranntes Land der Dunkelelfen), Uliath („Insel des Nebels“, Heimat der Hochelfen), die Inseln der Alten Götter (die „verwunschenen Eilande“), Mordain (keltisch angehauchte Insel der Druiden), die Pirateninseln von Aviandor („Seewölfe der nördlichen Meere“) und die Insel Megalys (Steampunk, Halblings-Techgilde). Im östlichen Meer befinden sich die Korsareninseln von Koris (Heimat der Piraten des Perlenmeers) und Atlantea (ähnelt in vielerlei Hinsicht einem nicht gänzlich versunkenen Atlantis).
Wie man aus diesem kleinen Anriss sieht, ist die Welt tatsächlich eine bunte Mischung verschiedenster Epochen, Völker, Länder und Kulturen. Die einzelnen Länder werden im Grundregelwerk soweit angerissen, dass man als Spielleiter keine Probleme bei deren Ausgestaltung haben dürfte, zumal sie archetypisch angelegt worden sind.
Der Verlag stellt auch Karten des Kontinents bereit.

### Historie
Durch die Historie Kreijors wurden die einzelnen Völker, Länder und Kulturen miteinander verknüpft. So haben sich beispielsweise die Elfen in einem Bruderkrieg in die heute existierenden drei Völker aufgespalten. Weitere herausragende Ereignisse waren außerdem die Verfassung des „Arkanen Kodex“ durch Andeimos den Ketzer sowie die dadurch heraufbeschworenen zwei Kataklysmen. Aufgrund der Kataklysmen haben Dämonen und andere Kreaturen der Finsternis Einzug in die Welt gehalten und große Landstriche verwüstet. In den Nördlichen Brachen haben sich ihre Nachkommen ein eigenes Reich errichten können, in dem sich der Abschaum Kreijors versammelt hat. Doch auch sonst ist man nirgends ganz vor ihnen gefeit. Laut einer Prophezeiung steht der dritte Kataklysmus vor der Tür, und die Anzeichen dafür sind im ganzen Land spürbar. Überall hat das Böse in den verschiedensten Formen Einzug gehalten und giert nach noch mehr Macht.

## Erhaltene Auszeichnungen
- Deutscher Rollenspiele Preis – Jury 2003 – Produkt des Jahres, Platz 2
- Deutscher Rollenspiele Preis 2003 – Beliebtester Regelband, Platz 7
- Deutscher Rollenspiele Preis 2003 – Beliebtestes Rollenspiel, Platz 8
- Deutscher Rollenspiele Preis 2003 – Meistgespieltes Rollenspiel, Platz 8
- Deutscher Rollenspiele Preis 2004 – Meistgespieltes Rollenspiel, Platz 9
- Deutscher Rollenspiele Preis 2004 – Rollenspiel-Favorit, Platz 9

## Erschienene Produkte

### Regelwerke
- Saskia Naescher, Alexander Junk: Arcane Codex. Grundregelwerk, Essen 2002 (376 Seiten, Hardcover, schwarz-weiß, 28 Farbseiten, vergriffen)[6]
- Saskia Naescher, Alexander Junk: Arcane Codex. Grundregelwerk 2. Edition, 2007 (432 Seiten, Hardcover, vollfarbig)[7][8]
- Saskia Maucher (geb. Naescher), Alexander Junk: Arcane Codex. Grundregelwerk 3. Edition, 2017 (477 Seiten, Hardcover, vollfarbig)
- Saskia Naescher, Alexander Junk: Kompendium (Zusatzregeln; inklusive Spielleiterschirm), 2004 (600 Seiten, Hardcover, schwarz-weiß, vergriffen)

### Abenteuer und Zusatzmaterial
- Mario Leipelt: Das Lied der Gier (Abenteuerkampagne in den Grenzlanden), 2005 (224 Seiten, Softcover, vergriffen)[9]
- Spielleiterschirm (2. Edition), 2008 (8 Seiten, farbig, DIN A4)
- Alexander Junk: Ketzerhammer (Gildenheft mit neuer Kampfschule „Ketzerrichter“), 2011 (16 Seiten, Heftbindung, farbig)
- Stefan Speiser, Mario Leipelt: Abysslabyrinth (Abenteuermodul), 2013 (30 Seiten, farbig)[10]
- Alexander Junk: Seelenschmiede (Abenteuermodul), 2013 (18 Seiten, Heftbindung, farbig)
- Mario Leipelt: Kopfgeldjäger (Grenzlandemodul), 2014 (32 Seiten, farbig)
- Mario Leipelt: Slatah – die Blutelfen (neue Rasse), 2018 (48 Seiten, farbig)

Hinzu kommen Abenteuer, die zum kostenlosen Herunterladen angeboten werden.

### Länderquellenbücher
- Saskia Naescher, Alexander Junk, Ulrich Schüppler, Daniel Weide: Goremound. Die Stadt der Nekromanten, 2006 (280 Seiten, Softcover, schwarz-weiß);[13] überarbeitete Auflage 2020
- Saskia Naescher, Alexander Junk, Till Klause, Merlin Klein: Saphiria. Die Perle des Südens, 2006 (320 Seiten, Softcover, schwarz-weiß)
- Mario Leipelt, Saskia Naescher, Alexander Junk, Alain Sarti, Anja Eble: Rhunir. Das Land des Eiswindes, 2008 (312 Seiten, Softcover, schwarz-weiß)
- Carolin Berger, Saskia Naescher, Alexander Junk, Mario Leipelt, Martin Killmann: Xirr Nagesh. Das Schattenreich, 2009 (368 Seiten, Softcover, schwarz-weiß);[14] überarbeitete Auflage 2020
- Michael Mingers, Saskia Naescher, Alexander Junk, Anja Eble: Veruna. Das Ewige Imperium, 2011 (228 Seiten, Softcover, schwarz-weiß);[15] überarbeitete Auflage 2020
- Saskia Naescher, Alexander Junk: Dornenwald, 2012 (192 Seiten, Softcover, schwarz-weiß);[16] überarbeitete Auflage 2020. Der ursprünglich geplante Titel Arborea wurde aufgrund der Verwechslungsmöglichkeit mit dem Rollenspielsystem Aborea abgeändert.[17]
- Alexander Junk, Saskia Naescher, Cathleen Schulz: Mordain. Die Insel der Druiden, 2013 (274 Seiten, Softcover, schwarz-weiß)[18]
- Saskia Maucher, Anja Eble: Drakia. Das Land der finsteren Winternächte, 2018 (268 Seiten, Softcover, schwarz-weiß)[19]
- Saskia Maucher, Robin Lalla, Martin Koch, Jonas Gericke: Saruan, 2019 (280 Seiten, schwarz-weiß)
- Megalys. Die Maschineninsel, 2022 (252 Seiten, vollfarbig)

Geplante Quellenbücher sind:
- Mario Leipelt: Grenzlande[20]
- Aviandor. Reich der Seewölfe
- Uliath. Die Insel des Nebels
- Khem. Das Land der Gottkönige
- Vanarheim. Das Land der Bestien und Trolle
- Vargothia
- Trulk. Die Steppe der Orks[21]

### Weitere Arcane-Codex-Produkte
2005 brachte der Nackter-Stahl-Verlag das auf dem Pen-&-Paper-Rollenspiel basierende Skirmish-System Arcane Codex Arena heraus. Außerdem wurde ein Arcane Codex Soundtrack mit 20 von Ralf Kurtsiefer komponierten Musikstücken veröffentlicht. 2022 wurde zusätzlich ein Würfelset im Arcane-Codex-Design herausgebracht.